# 芦屋道満大内鑑

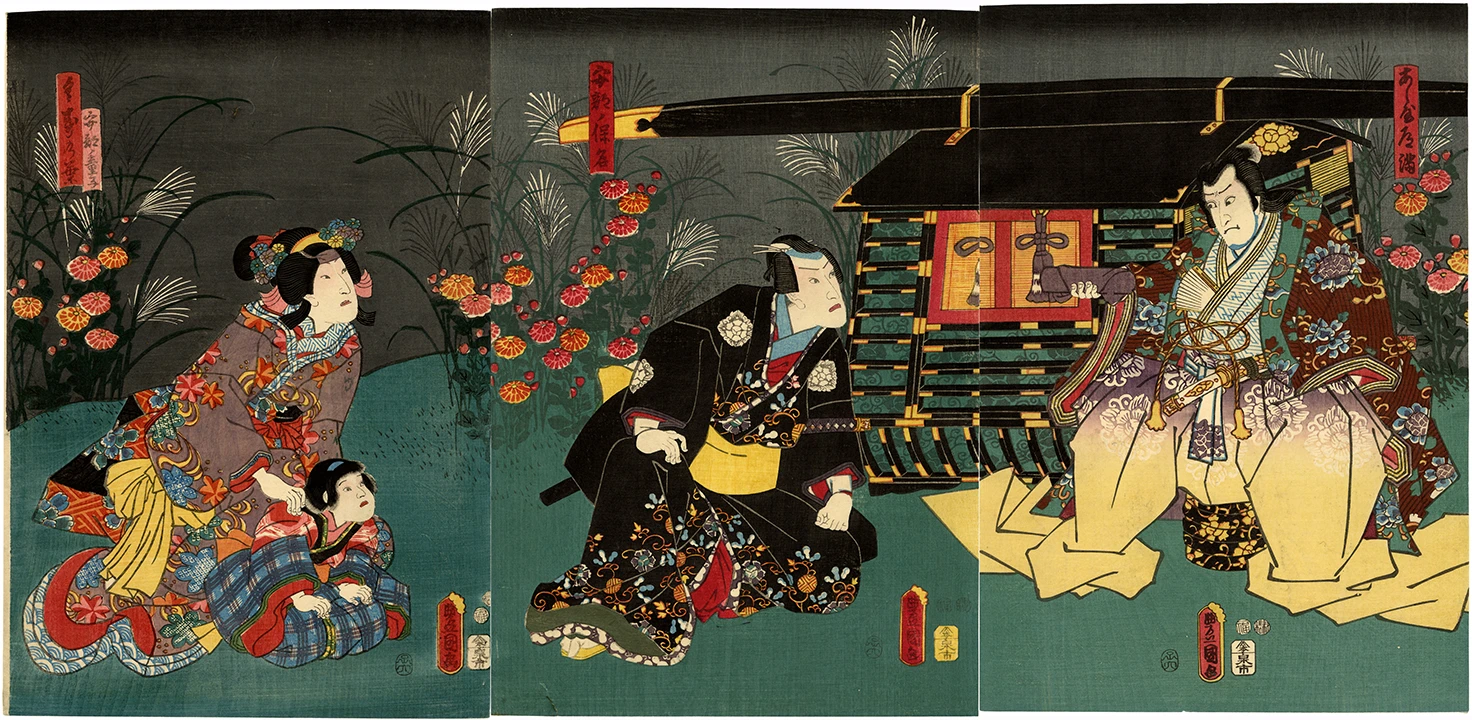
葛の葉、安倍晴明、安倍 保名、芦屋道満

『芦屋道満大内鑑』（あしやどうまんおおうちかがみ）は江戸時代中期初演の浄瑠璃作品。翻刻本・校注本によっては『蘆屋道満大内鑑』と表記される場合もある。また読み方も「あしやのどうまんおおうちかがみ」とされる場合もある。
作者は初代竹田出雲。安倍晴明伝説を題材に、親子の情愛をテーマとした作品。浄瑠璃初演の翌年には丸本物として歌舞伎化されたが、こちらの評価も高く、現在でも人気の演目となっている。

## 概要
初演は享保19年（1734年）、大阪竹本座。親子の情愛というテーマが二代目義太夫の芸風と馴染んだこともあり、人気作となる。
系譜としては、古浄瑠璃『しのだづま』の派生作品の中の一つとなるが、後発ゆえに先行作品との差別化のため、従来悪役であった芦屋道満を「善人」として描く大胆な翻案により、物語に変化と深みを与えている。
全5段構成だが、明治以降は全段省略なしの通し上演が行われた記録がなく、通し上演でも3段目全部とそこへつながる2段目の岩倉館、親王御所北門、御菩薩池の3つおよび5段目全部が省かれるのが一般的である。近年は4段目の前半部「狐（子）別れの段」と「蘭菊の段」（「道行信太の二人妻」の前半部）のみの上演となることも多い。
安倍晴明の出生譚である安倍保名と葛の葉の物語と、忠孝の士である芦屋道満が父殺しの悲劇を経て法師陰陽師となる経緯が並行して語られる。テーマに即して言えば、葛の葉の物語が母子、道満の物語が父子の情愛を描く、対称的な構造となっている。しかし、道満が主役となる3段目の上演が稀であり、上演機会の多い4段目における道満は「通りがかりの良い人」的な端役であるため、なぜ本作の題名が『芦屋道満大内鑑』なのか、理解しにくくなっている。このため、4段目以外の上演が皆無に近い歌舞伎では『葛の葉』という通称を用いることが多い。
時代設定は平安時代中期だが、公家社会が江戸時代の武家社会そのままに描写されるなど、端々に江戸時代の習俗が覗く架空の「平安ワールド」が舞台。

## あらすじ
（以下の表記は『新日本古典文学大系 93』に依る）

### 第1段
- 東宮御所の段

朱雀天皇の御代、月を白虹が貫き、暗くなるという天変が発生する。勅命により東宮である桜木親王の御所において、親王の后「御息所」の父である橘元方、もう一人の后である「六の君」の父である小野好古をはじめとした諸官を集めて評議が行われることとなる。
急死した天文博士、加茂保憲の代理で出席した娘の榊が見立てたところでは、今般の天変は凶事であり、東宮周辺の女性の嫉妬に原因があるという。この災いを避ける方法は加茂の家に伝えられている陰陽道の秘伝書『金烏玉兎集』に書かれているが、これを受け継ぐ後継者が決まっていないと言う。候補は2名、安倍保名と芦屋道満だが、いずれかを選ぶ前に保憲が亡くなったので、『金烏玉兎集』の伝承者がいないと告げた。これを聞きつけた六の君と御息所が、両人とも尼となって凶事の原因を取り除くと訴え出る。これに慌てた桜木親王はとりあえず后2人を下がらせ、評議に参加した一同に安倍保名と芦屋道満はどのような人物かと問う。それに応えて橘元方が、芦屋道満は自分の家来であり、保憲の一番弟子であると主張。一方小野好古も、安倍保名は自分の家来であり、師匠である加茂保憲から「保」の字を名乗ることを許された一番弟子であるという。后2人に出家されては困る桜木親王は、神意＝くじで天文博士の後継者を決めるよう指示し、元方側は執権（補佐官）の岩倉治部に、好古側は同じく執権の左近太郎が立ち会うよう命じた。
- 間の町の段

東宮御所からの帰路、榊は安倍保名の使用人である与勘平から手紙を受け取る。榊と安倍保名は加茂保憲も認めた恋仲であり、手紙は逢瀬を求める内容であった。榊は返事をしたため、保名からの手紙とともに与勘平へ渡そうとするが、風に飛ばされてしまう。榊は手紙が他人に読まれることを恐れつつ、屋敷へと戻る。
- 加茂館の段

加茂保憲の妻、榊の養母（榊は養子）は保憲の死後に出家して「後室」様と呼ばれている。後室は、橘元方側執権である岩倉治部の妹でもある。その後室のもとに刻限より早く治部が到着し、「偶然入手した」と、榊が失くした保名の手紙を見せる。さらに加茂保憲の後継者をくじで決めることになった顛末を語り、「くじでは保名が後継者になってしまうかもしれないので、何か良い方策はないか」と、加茂家の執権乾平馬を加えて相談する。後室は、自分の持つ鍵と榊の持つ鍵の両方がなければ取り出すことができないはずの『金烏玉兎集』を治部に見せ、「こっそり作った合鍵で取り出した」と告げる。治部は狂喜し、この『金烏玉兎集』を隠して、榊と保名が『金烏玉兎集』を盗んだことにする算段を巡らせる。
そこへ何も知らない榊が帰宅、さらに逢瀬を楽しむべく保名も訪れてくる。榊と保名の仲は加茂の者以外には秘密なので、榊は保名を自室に隠す。そうこうしている間に左近太郎が到着。一同揃ったのでくじを行おうとするが、治部が「神前に『金烏玉兎集』を供えよう」と言い出し、これに同意した榊と後室がそれぞれの鍵で保管庫を開けると『金烏玉兎集』がない。治部と後室は事前の打ち合わせ通り素知らぬ顔で「榊が盗んだ」厳しく問い質し、そこへ平馬が榊の部屋に隠れていた保名を引き立ててくる。榊は「保名には罪はない」と弁明するが、保名は師匠の妻に手向かうわけにもいかず、脇差しで自害を試みる。その刀を榊が奪い取り、「身の潔白は神仏が明らかにしてくれる」と自刃して果てた。保名は榊の遺骸にすがりついて嘆いていたが、生真面目な性格が災いして正気を失い、哄笑とともにどこへともなく歩み去る。
事が済んだので、平馬は左近太郎を帰らせようとするが、左近太郎はこれを投げ飛ばす。これを見た後室が左近太郎の狼藉を咎めるが、袖から合鍵がこぼれ落ちてしまい、逃げ出そうとする。これで真相を悟った左近太郎は平馬を斬首。逃げようとした後室は、駆け付けた与勘平が注連縄で梁から吊るして成敗。左近太郎は「事の詳細知れば保名も正気に戻るだろう」と与勘平に後を追わせた。

### 第2段
- 岩倉館の段

岩倉治部は加茂館の騒動をうまく抜け出し、その際『金烏玉兎集』も持ち出していた。治部は河内の郷士である石川悪右衛門と自分の娘婿にあたる芦屋道満を呼び出し、後室成敗の真相を明かさないまま加茂館の顛末を語り、『金烏玉兎集』の利用法に関して密議を行う。
治部は『金烏玉兎集』を道満に与え、「これで陰陽道の大家となり、主人である橘元方の望みを叶えよ」と命ずる。道満は感謝してこれを受け取る。なんとか橘元方を東宮の外戚に地位に付けたいと考える治部は、道満に対して、陰陽道の術で橘元方の娘である御息所を懐妊させることが可能かを問う。道満は、御息所の懐妊については荼枳尼の法を用いればよく、そのためにはメスの白狐の生き血が必要と答えた。狐に関しては、悪右衛門の故郷石川郡で難なく手に入るという。
さらに治部は六の君の拉致を計画しており、すでに試みたが東宮御所の警備が厳しく断念したことを明かした後、道満に人を誘い出すような術が『金烏玉兎集』に書かれていないかと聞く。道満は舅の本意が単なる拉致ではなく、六の君の殺害であることを見抜き、教え渋る。しかし治部は、道満の妹が敵方の左近太郎に嫁いでいることを持ち出し、妹のために己が主を裏切るのかと厳しく詰問し、挙句の果てに娘と離縁させて、舅・婿の縁を切るとまで言い出す。これに負けて道満は人をおびき出す術式を治部たちに教え、「どこで殺すのか」と問うた。治部は「御菩薩池（みぞろがいけ）に沈める」と答え、さらに悪右衛門が実行役を買って出た。悪右衛門は、事が成った暁には、自分の伯父の所領である信太の庄と、伯父の娘「葛の葉」を貰い受けられるよう、橘元方に口添えして欲しいと治部に頼み込み、治部はこれを承知した。
- 親王御所北門の段

東宮御所内の六の君の住居に近い北門で、石川悪右衛門は道満の指示したとおり、神符を所定の位置に貼る。程なく、心神喪失状態の六の君が歩み出てきたので、悪右衛門は彼女を担ぎ上げ、御菩薩池へと向かう。
- 御菩薩池の段

御菩薩池（現在の京都市北区上賀茂にある深泥池）まで六の君を担いできた石川悪右衛門だが、そこで疲労困憊して一息つく。意識を取り戻した六の君は「なぜこのような目に合わねばならないのか」と悪右衛門に問うたところ、悪右衛門は「御息所の邪魔になるから、この池に沈めて殺す」と答える。そして、重しになる石を六の君の袖に入れて池へ投げ込もうとしたところ、突如葦原から非人の大男が現れ、悪右衛門を投げ飛ばし、六の君を背負ってどこかに姿を消す。
- 信太社の段

信太庄司（石川悪右衛門の伯父）の娘葛の葉は、毎夜身内に不幸が起きる夢を見る。この夢が、都にいる姉の榊（榊は信太庄司の娘で、加茂の家の養子に入った）の身に何かあったことを暗示しているのではないかと考えた葛の葉は、産土神である信太社に詣でる。一方、お供の腰元達は、夢は逆夢で、しつこく言い寄ってくる従兄弟の石川悪右衛門との縁が切れることを暗示した吉兆かもしれないと葛の葉をなぐさめる。そうこうして、ともに参詣する予定の父母の到着を待つ葛の葉であったが…
- 小袖物狂ひ（景事）

正気を失って加茂館から消えた安倍保名が信太社に現れる。次いで与勘平も追いついて、保名を連れ帰ろうとするが、保名はその手を振り払い、榊の形見である小袖を木の枝にかけてその面影を追い求める。
保名の狂態を幕の内に隠れて目撃した葛の葉であったが、卑しからざるその風体が気になって、保名の前に姿を現す。保名は、姉に容姿が似ている葛の葉を榊と間違え抱きつこうとするが、腰元達に押しとどめられる。与勘平は腰元達に事情を説明し、納得した腰元達が葛の葉に取りなしたところ、葛の葉も保名を哀れと思い、正気に戻るよう保名へ優しく言葉をかける。その言葉を聞いた保名は心を鎮め、葛の葉が榊とは別人であると気づき、無言のうちに正気を取り戻す。葛の葉は、保名の小袖の文様に見覚えがあり、与勘平の話にあった無実の罪で自害した女性が、自らの姉であることに気づく。葛の葉はそのことを保名に告げ、さらに姉の身に何が起こったのか聞きたがったので、保名は葛の葉を伴い幕の内に入る。
程なく葛の葉の両親が信太社に到着すると、姉の小袖を打ち掛けた葛の葉が彼らの前に現れ「この小袖を見覚えありませんか」と問う。母は「それは自分が榊に贈ったもの」と言い、「なぜその小袖をあなたが」と葛の葉に聞く。そこで葛の葉が泣き崩れたため、見かねた保名が両親に対して榊の身に起こった出来事、自分と榊の関係を語る。さらに保名は葛の葉を娶りたいと両親に申し出るが、礼儀知らずの悪党である悪右衛門からも求婚されており、これには返事をしないで放置しているので、この場で即答できないと答えた。
そこへ鐘や法螺貝の音とともに白い狐が逃げ込んでくる。「白い狐は不思議な獣で、伏見稲荷の神使でもあるから助けてやろう」と保名はかたわらの祠の扉を開けて入れてやる。そこへ勢いよく悪右衛門が駆け込んでくると、顔を合わすのはまずいと保名は幕の内に隠れる。悪右衛門は庄司一行がいるのに気づき、狐を取り逃がしてしまった腹いせに無理矢理葛の葉を連れ去ろうとする。庄司と悪右衛門は押し問答の末、もみ合いとなり、庄司がねじ伏せられる。これを見た保名と与勘平は、隠れていた幕の内から飛び出し助けに入る。保名は与勘平に庄司一行を逃がすよう命じ、一人悪右衛門とその供の者達に立ち向かうが、多勢に無勢で取り押さえられる。捕らえられた無念に保名は自刃しようとするが、そこへ突然葛の葉が現れ、これを止める。さらに庄司一行を逃して戻ってきた与勘平が保名達に加勢し、悪右衛門一味を撃退する。保名は身を隠すため、夫婦となった葛の葉ともども自分の生国である安倍野に引き籠もるべく出発した。

### 第3段
- 左大将館の段

六の君に御菩薩池で逃げられた左大将橘元方は、事が露見するのを恐れ、家臣の早船主税に行方を捜索させていた。近隣で見つからなかったため、さらに遠国に出向こうとした主税に対して、岩倉治部は「心当たりがある」と留める。その心当たりとは自分の娘である築羽根の婿、すなわち芦屋道満のところであるという。築羽根が夫婦喧嘩の末、治部の元に戻ってきたため事情を聞くと、道満は自宅に荼枳尼天を祀る祠（勧請所）を作り、そこには家の者を近寄らせないという。ところがこの祠から女の泣く声が聞こえる。築羽根は道満が女を囲っていると思い込んで喧嘩となったのだが、六の君はここに匿くまわれている、というのが治部の考えだった。
この話を聞いた橘元方は、道満の妹が小野好古の執権左近太郎の元に嫁いでいる事実に思い当たるが、道満が即座に六の君を好古側に引き渡さず、なぜ自宅に匿っているのか不審に思う。この疑問を解消するべく築羽根を呼んで尋問することとなった。築羽根をうまく誘導することで真相を質そうとする橘元方に対して、築羽根はノロケ話から始まり、道満の不振な行動を語るうちに逆上して、近くにいた治部に掴みかかる始末。これでは埒が明かないと思った橘元方は、とりあえず築羽根を奥に戻して策を練る。治部は道満を捕縛して白状させることを提案するが、橘元方は、この場に呼びつけてある道満が屋敷を留守にする隙に捜索する方がよいと言う。そこへ道満が到着し、治部への挨拶も早々に橘元方との面会に臨む。治部は道満宅の捜索に向かうべく馬の用意をするが、治部と橘元方の密議を盗み聞いていた築羽根が止めに出る。これを振り払って治部は道満宅へと急いだ。
- 道満屋敷の段

主人夫婦が留守にしている道満の屋敷では女中たちが噂話に興じている。そこへ道満の妹であり、左近太郎の妻である花町が帰ってくる。聞けば左近太郎に離縁されたという。父である将監にその報告をしようとした矢先、岩倉治部がやってきて横柄な態度で将監に対し捜索を行う旨を告げた。落ち着いた態度で応対する将監だが、治部が理由も告げずに荼枳尼天を祀った祠の鍵を壊そうとしたため、これを押し留める。捜索は六の君を匿っている件だと告げる治部に対し、将監はそれを否定し、鍵をもつ道満の帰宅を待って欲しいと訴える。それを無視して鍵を壊した治部だが、将監は留守を預かる立場がないと立ち塞がる。そんな将監に対して治部は「主人の命で来ている自分に刃向かうのか」とすごまれ、しぶしぶ道を開ける。治部は祠から六の君を連れ出し将監の前に引き据えるが、それを見た花町が、父の脇差しを手にして「夫（左近太郎）の探していた姫君を返せ」と迫る。治部も刀の柄に手をかけて一触即発の状態となり、将監が間に入るが果たせず乱闘が始まる。そこへ橘元方の屋敷から帰宅した道満が現れ、治部を投げ飛ばす。道満が六の君隠匿の件は橘元方のところで解決済みであることを告げると、治部は逃げ帰った。
将監は道満の一連の行為を訝しむが、道満は心ならずも六の君誘拐に手を貸すことになったこと、六の君が殺されることは見過ごせないので、御菩薩池で非人に扮して石川悪右衛門の手から姫を助け出したことを打ち明ける。しかし、そのまま姫を小野好古の元へ返したのでは、自分の主人である橘元方の悪事を暴いてしまい、それは忠義に反するので自宅に匿っていたと告白した。これを聞いた将監と六の君は道満の忠節に感激し、六の君は「自分を生かしてくれたことは情け深い所業だが、それでは罪作りとなる。いっそ殺してほしい」とまで言う。とりあえず道満は姫に入浴を勧め、奥へ下がってもらう。
道満の告白を聞いていた花町は、自分が離縁された原因は道満の書いた神符にあったと知り、六の君を返せば元通りになると喜ぶ。しかし将監は「姫を返せるものなら返している。道満は主命ゆえに、六の君の命を奪うつもりだ」と花町に告げる。これを聞いた花町は言葉を失う。将監に質された道満は「確かに先刻橘元方から、姫の命を奪うことを下命された」と白状した。さらに六の君の首を橘元方に差し出したら切腹すると言う。しかし将監は「それは橘元方のためにならない」とし、主命に背かず、六の君を弑することもない方策があるという。ここで花町が、自分を殺して、その首を六の君のものと偽って橘元方に差し出せばよいと訴えるが、将監が、六の君と似ても似つかない花町の首ではすぐに見破られると却下する。将監は、自分が六の君を逃し、その際に道満に討ち取られたこととし、その隙に姫には逃げられたことにすればよい、と言う。しかし、道満も花町も自分たちの父親を犠牲にして事を収めることには到底納得できず、他によい案も浮かばないまま、夜は更けていく。
- 奥庭の段

花町が誰かを待つかのように佇んでいると、兄嫁である筑羽根が現れる。彼女の悋気が自分と兄、父の苦境の発端であり、花町は筑羽根を罵倒する。ところが筑羽根は自分の行いを悔いており、花町の手にかかって果てるなら本望と言う。これにほだされた花町は、共に六の君を逃そうと筑羽根に提案する。もとより花町は六の君を逃がす算段で、その手助けをしてくれる夫の左近太郎を待っていたのであった。この案に意気投合した二人の元に顔を頭巾で隠した男が到着する。花町はこの男を左近太郎と思い込み、三人で道満宅に忍び込み、六の君を連れ出すが、そこに鑓を手にした道満が立ち塞がる。道満も頭巾の男を左近太郎と信じ、「命は取らないから、六の君を置いて立ち去れ」と警告するが、男は姫を奥に押しやり、道満に斬りかかる。二人の戦いは続くが、道満の鑓が男に致命傷を与え、男は倒れ伏す。それを見た花町が夫の仇と切りつけてきたが、道満は彼女をねじ伏せようとする。しかし、倒れた男がそれを止め、頭巾を脱ぐと、男は左近太郎ではなく、道満・花町兄妹の父将監であった。将監は左近太郎のふりをして、自分が犠牲になることで、道満の体面を保ち、花町の復縁を可能にしたのだった。実の父を手に掛けてしまった道満は自害しようとするが、遅れて到着した本物の左近太郎に止められる。左近太郎は、命を賭して六の君を守った将監の行動に感謝し、彼の忠義に報いるため、あえて橘元方の罪を桜木親王へ告発することはしないと誓うのだった。これを聞き安堵した将監は、家族に看取られ息を引き取る。
そこへ岩倉治部が登場し、道満に対して「左大将に約束した六の君の首級はどうなった」と詰問する。これに逆上した筑羽根が鑓で治部を突き殺す。筑羽根は手にした鑓で自害しようとするが、道満に制止される。道満は、六の君の謀殺は治部の入れ知恵であり、遅かれ早かれ治部はこのような最期を遂げたであろうと諭す。さらに、自分も筑羽根もそれぞれの父を殺した不孝者なので、ともに仏門に入り菩提を弔おうと言う。亡き将監も満足であろうと、左近太郎もこれに賛成する。道満は、出家した暁には「どうまん」を名乗ると語る。道満は、治部を討ち取ったのは将監であると検死役に報告すれば、将監の目論見どおり、道満と筑羽根に咎めはないだろから、六の君は左近太郎が小野好古の元へ連れ帰ってくれと頼む。

### 第4段
- 保名住家の段（子別れの段、狐（きつね）別れの段、狐（こ）別れの段とも）

保名と葛の葉が安倍野に隠棲して6年。二人の間には男子が生まれて穏やかな生活を送っている。ある日、保名宅で機を織っている葛の葉のところに何やら怪しげな木綿の買い付け人が現れるが、追い返される。次に安倍野に現れたのが、葛の葉の両親と葛の葉本人。葛の葉の父（信太庄司）は、6年もの間何の連絡もよこさない保名を訝しみ、母娘を待たせて一人で保名宅を訪れるが、保名は不在であった。そのとき宅内で機織りの音が聞こえたので覗いてみると、なんと娘と瓜二つ、声まで同一人物かと思える女性がいる。驚いた庄司は妻と娘の元にとって返し、今見たことを二人に話す。話の真偽を確かめるため母と娘も保名宅に入って、機織り部屋を盗み見ると、葛の葉本人が「どちらが自分かわからない」というほど似た女性がいる。とりあえずその場を離れた三人だが、事情がわからずため息をつくばかり。
そこへ保名が外出から戻ってくる。葛の葉の両親は保名に向かって「保名と添わせるために娘を連れてきた」と言う。これを「正式な婚姻のために、正装させて連れてきた」と勘違いした保名が、信太を出てから今日までの経緯を説明し、長年両親に連絡しなかった非礼を詫びる。話が噛み合わないため、庄司は「今、機を織っている女性を覗いてみなさい」と告げる。保名も葛の葉本人が眼前にいるにもかかわらず、機織りの音が聞こえてくる不思議に気づく。保名はあわてて機織り部屋を覗き見て、葛の葉が二人いることに呆然とする。庄司は、信太での騒動の後、石川悪右衛門の奸計で所領を没収され吉見の里（現在の大阪府泉南郡田尻町）で隠棲していたと言い、葛の葉は保名を慕うあまりに病床に伏していたと言う。そんな折、保名の消息を聞き及ぶや、たちまち葛の葉の体調が回復したので訪ねてきたものの、そこで自分の娘そっくりの女性を見つけたことを話す。ようやく事態を把握した保名は、機を織っているのは人外の物であると察して、葛の葉一行を物置に隠し、何食わぬ顔で機織り部屋に入っていく。
保名は葛の葉似の女に、庄司夫婦と四天王寺で偶然出会って、日暮れまでにここを訪れることとなったと伝える。それを聞く女の様子を観察する保名だが、女は別に驚いた様子もない。あまりの普通さに、庄司一行の方が怪しく思える程であったが、保名は奥に潜んで様子を伺うことにする。すると身支度を整えてきた女が、抱いた我が子に対して、縁を切って別れなければならないと涙ながらに告げる。自分は悪右衛門に追われていたところを助けてもらった狐であること、自分のために傷まで負った保名の恩に報いるため葛の葉の姿に化けて保名の自害を止めたこと、夫婦の語らいをしているうちに情愛が深まったことを告白する。さらに、葛の葉とその両親に預けるので、狐の子と後ろ指を差されないよう精進して生きよと言い聞かせ、泣き崩れる。この言葉を聞いた保名は走り出て、思いとどまるように声をかける。その声を聞いた庄司夫妻と葛の葉も出てくるが、女は童子を置いて消え去る。葛の葉と両親は、この子を我が子として育てる決心をするが、童子は母を慕って泣きじゃくり、保名も「狐の女房であっても何も恥ずかしいことはない」と嘆き悲しむ。さらに保名は一首の歌「恋しくは 尋ねきてみよいづみなる しのだの森のうらみくずのは」が障子に書きつけられているのを見つけ、悲しみを深くする。庄司は、歌には「恋しくなったら信太の森に訪ねて来て」とあるではないかと、保名を慰める。
そこへ今朝追い返した木綿の買い付け人が仲間を引き連れて現れ、自分たちは石川悪右衛門の家来で、主人が心をかけている葛の葉を引き渡せと迫る。保名は、葛の葉に子供を抱いて両親とともに隠れているように命じ、機織り道具や機織り機の部品を投げつけたり、振り回したりして激しく抗戦し、撃退する。隠れていた一同が出てきて保名を褒めそやすが、葛の葉は浮かない様子で、童子のために乳が欲しいという。庄司は「そうでなくても一度は信太の森を尋ねて義理を果たさなければならない。夜が明けたら保名、童子とともに信太の森へ行くといい」と言う。
- 道行信太の二人妻（景事）

（前半は狐の葛の葉が安倍野から信太へ帰る道行きを、後半はそれを追う本物の葛の葉、保名、童子の道行きが演じられる。前半は「乱菊の段」とも呼ばれる。）
- 草別れの段（後の別れの段とも）

ようやく信太の森に到着した保名一行は、菊が乱れ咲く中、狐を探して回る。葛の葉が「どうかこの子に会ってやって欲しい」と懇願すると、ふたたび葛の葉そっくりに化けた狐が現れる。保名は狐の葛の葉に走り寄って「物の怪だろうが構わない。せめてこの子の物心が付くまで育てて欲しい」と訴えかける。本物の葛の葉も、保名の面倒を見、童子を産み育ててくれたことを感謝し、自分のせいで親と別れなければならなくなったこの子が、自分を母と思い込んで乳を求めるのが悲しいと泣き伏す。それを聞いた狐は「正体を知られてしまっては1日たりとも人に混じって暮らすことができない。後のことは葛の葉に頼む」と童子に乳を含ませながら答える。それでも保名は戻ってくるように懇願するが、狐は「この姿だから引き留めるのだろう」と白狐の姿に戻って、我が子の身を案じるように草むらに姿を消す。保名は「どんな姿だろうが構わない」と後を追おうとするが、深い草むらに阻まれる。
- 信太の森の段（前半を童子問答の段あるいは童子物語の段、後半を二人奴の段ともいう）

保名たちの元に芦屋道満が駕籠に乗って現れる。葛の葉は刀を手に「姉の仇」と声をかけるが、道満は「落ち着くように」と言いながら悠然と駕籠から出てくる。僧形の道満を見た保名は、それが罪を逃れるための偽装だと思い「僧籍に入ったとはいえ、仇は仇」と勝負を挑む。しかし道満は、剃髪したのは自分の父将監の菩提を弔うためであること、榊が自らの命を絶つことになったのは後室と岩倉治部の企みであったこと、『金烏玉兎集』を奪い取ったという保名の疑いはもっともだが事実とは異なることを告げる。そして、難儀な目に会った兄弟弟子のことはこれまでも気をかけており、後継者としてふさわしい保名に『金烏玉兎集』を譲るため、故郷の芦屋の庄へ赴く途中に立ち寄ったのだと言う。そして『金烏玉兎集』を取り出し、「この書で陰陽の道を拓き、都へ帰ってきなさい」と言うのだった。これを聞いた保名は平伏し道満への邪推を詫びた後、「もはや出世の見込みがない自分にではなく、跡を継がせる息子に『金烏玉兎集』を譲って欲しい」と頼み込む。道満はこころよく『金烏玉兎集』を童子に手渡す。
受け取った童子は表紙の「金烏玉兎」の文字を見て、「金烏は太陽の中の3本足の烏、玉兎は月で餅をつく兎。よってこの本を読めば、天地の間のすべてが明らかになる」と言う。道満はこれを聞き、保名の教育を褒め称えるが、保名は何も教えていないという。そして、この子の生みの母は長い年月を生きてきた白狐であり、この子はその才を受け継いだのだろうと言う。道満は、中国にも妖狐と人の間にできた子供が成長して高官にまで昇りつめた例があるので、保名の子を試してみることにした。道満の出す質問の数々に、童子は姿を隠した母狐の力を借りて次々と正答していく。童子の才に感じ入った道満は、童子の烏帽子親となるので「晴明」と名乗るように言う。道満は、保名との再会も果たしたことでもあるし、信太社を参拝したいと申し出る。保名は自分も同行しようと言って、葛の葉は晴明とともにここで待つように言い残して去る。
（ここから後半）そこに石川悪右衛門が葛の葉を奪取しようと手下を引き連れて現れる。葛の葉を見つけた悪右衛門は親子を拉致しようとするが、突然与勘平が現れ、孤軍奮闘して悪右衛門らを阻止し、逃げる一味を追撃した。と、そこへまた状箱（書状を収めるための箱）を携えた与勘平が現れる。葛の葉は先程の奮戦を労うが、与勘平は自分は保名の用事で都へ使いに出た帰りで、戦いなど身に覚えがないという。与勘平と葛の葉が噛み合わない話を続けていると、悪右衛門一味が戻ってきて、後から現れた与勘平と争いになる。これを撃退し追撃する与勘平に「深い追いするな」と叫ぶ葛の葉だが、悪右衛門の家来に捕まる。そこにまた与勘平が現れ、応戦する。前後を敵に囲まれ駕籠に逃げ込んだ葛の葉親子だが、その駕籠を二人の与勘平が担いで逃走する。晴明が駕籠から顔を出して「与勘平が二人いる」とうれしそうに葛の葉に報告すると、駕籠を担いでいた与勘平本人もその事実にようやく気づき、自分が本物だと言い争いを始める。見かねた葛の葉が与勘平の生い立ちなどを尋ねて本物の与勘平を明らかにする。すると一方の与勘平が、自分は白狐の仲間の野干平で、助太刀に来たと明かす。そして悪右衛門一味の相手は自分（野干平）に任せて、本物の与勘平は葛の葉親子を連れて草むらに隠れていろと指図する。悪右衛門一味は妖狐の通力に翻弄され、命からがら逃げ帰った。
信太社から戻った保名と道満は一部始終を聞き、これも信太明神の加護と信太社に向かい遥拝する。そして「帰り道に伏兵が残っているかもしれない」と与勘平に提灯を持たせようとしたところ、あたり一帯が狐火の光に満ち溢れるのだった。

### 第5段
- 京、一条の橋の段

3年の月日が経ち、晴明は8歳となっていた。小野好古の元を尋ねようと、保名、葛の葉、晴明は京に上る。一行が一条の橋にさしかかったところで、左近太郎と出会う。好古は、左近太郎の労により保名の帰参を認め、利発なことで評判の晴明を明朝参内させるつもりだと言う。その前に一度晴明を好古に会わせるために、左近太郎が保名一行が泊まる宿に迎えにいくところだった。左近太郎は保名一行を小野好古の屋敷へと誘う。保名はその厚意には感謝するが、勝手に好古の元を飛び出た不義理ゆえ、会うのは晴明と葛の葉だけにしたいと言い、二人を送り出す。
一人になった保名は、長櫃を運んでいる石川悪右衛門一味と偶然行き会う。物陰から伺う保名は、この長櫃の中に悪右衛門が六の君を呪詛するための藁人形を運んでいるのを知る。悪右衛門の家来に見つけられそうになった保名は飛び出して一味と戦うが、不覚をとって討ち取られてしまう。保名の遺体は藁人形とともに長櫃へ入れられ、川に流される。
- 大内の段

内裏では、桜木親王が座る傍らに、左大将橘元方、参議小野好古の両名が控える。そこに葛の葉と晴明が連れてこられる。小野好古は「この者は自分の家臣安倍保名の息子の晴明。8歳と幼いが、陰陽道に通じているので、芦屋道満ともども帝都にあれば長久の基となるでしょう」と奏上する。これを聞いた橘元方は「この者の父保名は未熟者で、先般都を逐電し、落ちぶれ果てた男。その子が才能豊かなわけがない。都には、天下に並ぶ者なしと評判の芦屋道満一人いれば十分」と、晴明を貶める。これに憤った葛の葉が「幼くても才能ある人間はいる。小さな子に対してその態度は…」と食ってかかる。これに怒った橘元方が「卑しい女め」と葛の葉を引っ立てようとしたところ、桜木親王が制止する。桜木親王は晴明と道満の術比べを提案し、近在の百姓が見つけたという長櫃の中身を当てることを命じる。橘元方はこの長櫃が六の君呪詛のための藁人形入れたものと気づいて、なんとか中身当てをやめさせようとするが、桜木親王はこれを聞かない。
中身当てが始まった。道満が晴明から占うよう勧めるが晴明は固辞して、道満が先に占うこととなる。道満の見立てでは、中には人の形をしたものが二体あるが、一方は形だけ模した人形。他方は斬られて死んだ30歳ほどの男だと言う。晴明がこっそり占ったところ、道満の見立て通りで、心の中で悔しがる。晴明はしばらく思案した末、刀傷の男は魂魄がまだ抜け切ってないので落命とは言えないと答える。道満と葛の葉は心配して晴明に再考を促す。詰め所に控えていた石川悪右衛門がここぞとばかりに占いの場に現れ、「蓋を開けて、死体が出れば許さない」と晴明にすごんでみせる。晴明はこうした脅しに臆することなく、「母様ご安心を。刀傷をたちどころに直してみせます。ご覧あれ」と秘文を唱える。
- 晴明蘇生の祈（節事）

（晴明は一心不乱に祈祷する）
祈祷の効果か、長櫃の上に無数の鳥が集まってくる。鳥たちはしばらく旋回を繰り返した後、悦びの声を上げて飛び去る。晴明は「蘇生の徴。蓋を開けて」と促す。恥をかかせてやると、悪右衛門が蓋を開けようとすると、中から保名が悪右衛門を掴んで足元に踏みつけ、悪右衛門と橘元方による六の君呪殺の悪企みを明らかにする。一部始終を聞いた左近太郎が橘元方を投げ飛ばしたところ、道満が割って入って、「これでも御息所の父なので、命ばかりはお助けください」と嘆願する。これを聞いた桜木親王は「左大将は流刑、悪右衛門は保名父子に任せる」と裁定し、保名は悪右衛門を斬る。桜木親王は晴明に官位を与え、道満ともども末の世まで語り継がれる存在となった。

## 登場人物
（以下の役名は原則『新日本古典文学大系 93』に依る）

### 主人公
安倍保名（あべのやすな）
安倍野（現在の大阪市阿倍野区）の出身。小野好古の家来であるが、加茂保憲の元で陰陽道を学ぶ。その実力は同門の芦屋道満と甲乙つけ難い。元々は「希名（まれな）」という名前だったが、保憲の「保」の字をもらい「保名」と改名した。保憲公認の仲だった榊が自害するのを目にして乱心するが、榊の妹葛の葉により正気を取り戻す。葛の葉（実はニセモノ）とは夫婦となり、一子安倍晴明を成す。いわゆる巻き込まれ型の主人公であり、あまり積極的に行動は起こさないが、常に騒動の中心にいる。
芦屋兵衛道満（あしやのひょうえみちたる、物語後半で「どうまん」と改名）
芦屋（現在の兵庫県芦屋市）の出身。体格は「大男」と表現されている。橘元方の家来ながら、加茂保憲の門下で陰陽道を学ぶ。その実力は京都一と噂される。性格は実直で、忠孝に篤い。主人である橘元方の悪事に加担することを余儀なくされ、そのために心ならずも父である将監を自らの手に掛けることとなる。これを悔いた道満は出家して法師陰陽師となり「あしやどうまん」を名乗る。安倍保名のライバルだが敵対感情はなく、保名の子を「晴明」と名付け、その後見人となる。物語終盤では晴明と術比べを行い、晴明と同等の実力を見せる。妻は岩倉治部の娘である築羽根（岩倉治部は義父）。妹の花町は、小野好古の執権左近太郎の妻。なお、説話集の多くは「蘆屋道満」と表記されるが、本作の場合、底本によって「蘆屋」、「芦屋」が混在している。
葛の葉（くずのは、本物）
信太庄司の娘。榊の妹。姉と似ている。乱心した安倍保名にやさしい言葉を掛けて、正気を取り戻させる。保名に一目惚れして結婚したい旨を両親に訴えるが、信太庄司夫妻はいったん態度を保留する。信太における騒動で保名とは音信不通となり、隠棲先で長く病床に伏せていた。後に保名と再会したものの、保名が自分と瓜二つの女性と暮らしており、子供までいることに呆然とする。これが狐によるものとわかった後、狐と保名の子を自分の子供同様に育てる覚悟をする。作中、ニセ葛の葉の正体がわかった後は、これと区別するため「葛の葉姫」と表記される場面が増える。
葛の葉（くずのは、狐）
本物の葛の葉とそっくりであり、本物曰く「どちらが自分かわからない」ほどである。最初の信太の騒動の折、本物の葛の葉と入れ替わるが、安倍保名は長くそのことに気が付かなかった。正体は信太の森に住まう歳を経た白狐。石川悪右衛門に追われていたところを保名に助けられ、その恩返しのため、葛の葉に化けて苦境に陥った保名を逃がす。保名と生活を共にするうちに情が移り、子を成す。人に化けるほかにもいろいろな通力を使い、晴明の口を借りて示した知性の高さは道満が舌を巻くほど。狐仲間の信頼も厚く、子分格の狐は体を張って助太刀をする。正体が露見したため、子供を本物の葛の葉に預けて身を隠すが、陰ながら子供の成長を見守り、子供が苦境に陥ると助力する。
安倍晴明（あべのせいめい）
「晴明」と名付けられるまでは単に「童子」と呼ばれていた。安倍保名と葛の葉（狐）の間にできた子供。育ての親である葛の葉（本物）からも愛されている。「晴明」の名付け親は芦屋道満で、小野好古の後見で朝廷への出仕を求められる。その出自ゆえ、早熟で非常に聡明。8歳にして道満と同等以上の陰陽の術を用いる。最終盤では、石川悪右衛門に斬り殺された父安倍保名を蘇生させる。

### 保名・葛の葉関係者
与勘平（よかんべい）
安倍保名の従者。作中では「奴（やっこ）」とも表記される。本来の名は勘平だが、保名のお気に入りで、保名から「～してくれよ、勘平」とたびたび用を言いつけられることから、いつしか「与勘平」と呼ばれるようになった。この名は主人から与えられたと、本人は気に入っている。常に保名の側近くに仕え、保名が乱心して失踪した折はひとり後を追った。安倍野に隠棲しているときも保名に付き従い、保名に代わって京都との連絡係を務めていた。
信太庄司（しのだのしょうじ）
文字通り、信太（現在の大阪市和泉区）の荘園領主。榊、葛の葉姉妹の実父。石川悪右衛門の伯父。石川悪右衛門の奸計により信太の地を追われ、娘の葛の葉ともども隠棲していた。
柵（しがらみ）
信太庄司の妻。信太庄司の登場場面のほぼすべてで夫と共に登場し、せりふもあるが、浄瑠璃では名前が書かれていない。しかし、歌舞伎では配役上「柵」と名が付けられている。
野干平（やかんべい）
保名親子が狐の葛の葉に会うため信太の森を訪ねた折、石川悪右衛門一味に襲われるが、その際に姿を現すことができない狐の葛の葉に代わって加勢した狐。与勘平そっくりに化けており、最初は与勘平のふりをしていた。本物の与勘平と遭遇して口から出まかせで名乗った名前が「野干平」（野干＝狐と与勘平を掛けた駄洒落）。葛の葉の仲間だが、主従関係があるわけではない。

### 道満関係者
芦屋将監（あしやしょうげん）
芦屋道満、花町兄妹の父。隠居の身。匿っていた六の君の処遇をめぐり、主君橘元方を裏切れない道満、夫左近太郎との復縁を望む花町の板挟みとなる。最終的に六の君を逃し、その首謀者として道満に斬られる筋書きを描き、道満・花町を欺いてこれを実行する。すべてを理解した左近太郎に真実は明らかにしないことを約束され、静かに息を引き取った。
花町（はなまち）
芦屋道満の妹。左近太郎の妻。六の君誘拐に道満が関わっていることを疑った左近太郎に離縁されるが、その理由を告げられなかったため、困惑して実家に戻ってくる。事情を知った後、こっそり六の君を夫左近太郎に引き渡そうとするが、道満により阻止される。その後、自らの命をもって事を収めた父将監の最期を看取る。
築羽根（つくばね）
芦屋道満の妻。岩倉治部の娘。道満のことを愛しているが、少々嫉妬深い。六の君を匿っているのを愛人を囲ったものと勘違いした築羽根の行動が発端となり、最終的に道満の父（将監）殺しへと至る。将監が娘・息子のためにその命を投げ出し、息を引き取ったその場に、張本人ともいえる父岩倉治部が平然と現れたことにより、義父（将監）と対照的な実父の悪逆非道さに対する怒り、さらには愛する夫に親殺しの罪を背負わせた恨みといった感情が爆発し、岩倉治部を刺殺した。実の父を手に掛けた罪を償うために自害しようとするが、夫の道満に制止され、同じ罪を背負った者として共に出家することとなる。

### 加茂家関係者
加茂保憲（かもやすのり）
天文博士。故人。榊の養父。榊と安倍保名を娶せ、保名を自らの後継者にと考えていたが、決定前に急死した。なお、実在の賀茂保憲は「賀茂」だが、本記述の元になった『新日本古典文学大系 93』では一貫して「加茂」と表記されている。
榊の前（さかきのまえ、榊）
天文博士加茂保憲の養女。実父は信太庄司。葛の葉の姉。安倍保名の恋人。陰陽道の知識は父譲りで、天変対策会議に呼ばれる。養母である後室の奸計に陥り、無実の罪を着せられ自害する。
後室（こうしつ）
加茂保憲の妻。岩倉治部の妹。保憲の死後は「後室」と呼ばれている。兄の義理の息子にあたる芦屋道満を保憲の後継者とするために策を弄して、榊を自害に追い込む。悪事が露見した後、与勘平に縊り殺される。
乾平馬（いぬいへいま）
加茂家の執権。芦屋道満を加茂保憲の後継者とするため、後室と共謀して榊を陥れる。悪事が露見し、左近太郎に斬られる。

### 小野好古関係者
小野好古（おののよしふる）
官職は参議。六の君の父。
左近太郎照綱（さこんたろうてるつな、左近太郎）
小野好古の執権。妻は芦屋道満の妹である花町。加茂家の後継者決定の立会人に指名され、その場で恋人を死に追いやられた安倍保名に同情し、その後も保名のために尽力する。六の君が誘拐された折は、芦屋道満を疑い、その妹である花町に離縁を言い渡す。しかし、道満が六の君の命を助け匿ってくれたこと、それを庇おうとして自らの命を代償にした義父将監の行動に感じ入り、六の君誘拐の件を自分の口からは公にしないと道満に約束した。

### 橘元方関係者
橘朝臣元方（たちばなのあそんもとかた、橘元方）
官職は左大将。御息所の父。外戚の地位を狙い、六の君を亡き者にしようと暗躍する。最後は桜木親王が悪事を知ることとなり、死罪となりかけるが、家来である芦屋道満の取りなしにより流罪に減刑される。
岩倉治部大輔（いわくらじぶのたゆう、岩倉治部）
橘元方の執権。妹は加茂保憲の妻である後室。娘は芦屋道満の妻である築羽根。加茂家の後継者騒動、六の君の誘拐両方の黒幕的存在。将監臨終の場に悪びれることなく現れ、六の君の殺害を催促したことで、逆上した娘の築羽根により突き殺される。
早船主税（はやふねちから）
橘元方の元で家事を取り仕切る家臣。石川悪右衛門が御菩薩池で取り逃がした六の君の行方を捜索していた。

### 石川悪右衛門関係者
石川悪右衛門（いしかわあくえもん）。
河内国石川郡（現在の大阪府南河内郡から富田林市一帯）の郷士。信太庄司の甥。橘元方と直接の主従関係はないが、岩倉治部と共謀して悪事を行う。従兄弟の葛の葉に懸想しており、求婚したが信太庄司に相手にされなかった。六の君誘拐の実行犯であり、信太の森で白狐に逃げられた腹いせに葛の葉の略奪を試み、伯父の領地を掠め取り、安倍野へ手下を派遣して葛の葉の拉致を試みさせるが撃退されるも、信太の森で再度拉致を実行して失敗、晴明の付き添いで京都へ出てきた安倍保名を斬り殺し、晴明と道満の術比べの席に乱入、…と悪行の限りを尽くす。最後は生き返った安倍保名に斬られる。
荏柄段八（えがらのだんぱち）
石川悪右衛門の家来。安倍野に隠棲していた葛の葉を強奪するため、当初木綿の買い付け人に変装して様子を伺っていた。
滋賀楽雲蔵（しがらきうんぞう）
石川悪右衛門の家来。葛の葉を強奪を企む。
落合藤次（おちあいとうじ）
石川悪右衛門の家来。葛の葉を強奪を企む。
藤内（とうない）、市八（いっぱち）、源太（げんた）
いずれも石川悪右衛門の手下。

### 桜木親王関係者
桜木親王（さくらぎしんのう）
朱雀天皇の東宮（皇太子）。后が二人おり、ひとりが御息所、もうひとりが六の君。両后を分け隔てなく寵愛している。
御息所（みやすどころ）
桜木親王の后のひとり。父は左大将橘元方。子供はいない。
六の君（ろくのきみ）
桜木親王の后のひとり。父は参議小野好古。子供はいない。御息所の父である橘元方側から命を狙われている。

## 三人遣い
本作を日本演芸史上特筆すべきものとしているのは、操演において初めて三人遣いが行われたと伝えられた点である。
これは寛政末年（1800年）頃刊行された『浄瑠璃譜』（『諸事聞書往来』）の
という記述、および宝暦7年（1757年）刊行の『外題年鑑』の
に依っている。
ただ、『浄瑠璃譜』は本作の初演から70年近く後の本であり、それよりも前に刊行されている『外題年鑑』で与勘平人形に触れていながら、三人遣いへの言及がないこともあり、本作が三人遣いの初めとすることついて、多くの論考が重ねられてきた。
その中で次のようなことが明らかになっている。
- 「人形操り」というカテゴリーで見ると、三人遣いの先行事例はあった（＝本作が「史上初」ではなかった）
- 先行事例は操演方法が現在の人形浄瑠璃と異なる
- 三人遣いは歌舞伎でいうところの「差し駕籠」の演技で必要とされた

三人遣いの先行事例とは、延宝から元禄年間（1680 - 1690年頃）、江戸で人形操りの説経節の興行を行っていた江戸孫四郎座の芝居のことをいう。人形を操演者3人で扱う様子が描かれた江戸孫四郎座の舞台絵図が古山師重の画集『役者絵尽し』に収録され、さらに斎藤月岑・編『声曲類纂』（弘化4年＝1847年・刊）にはこの絵の模写が掲載されている。この『声曲類纂』の図には「こゝにのみ三人遣いの人形あり可也」と欄外に記されている。『役者絵尽し』の正確な刊行年は不明だが、描かれている役者の名前から推定して、元禄8年（1695年）以前であることが明らかにされており、本作初演より少なくとも40年前の時点で、すでに三人遣いの人形操りが存在したことになる。
この江戸孫四郎の絵を見ると、それぞれ人形の「両手担当」「両足担当」「胴を支える担当」の3人が描かれている。現代の浄瑠璃人形は「主遣い（胴串・頭と右手担当）」「左遣い（左手担当）」「足遣い（両足担当）」の役割分担で動かされているので、同じ三人遣いといっても江戸孫四郎の事例とは異なる。江戸孫四郎の三人遣いでは、現代の浄瑠璃に比べ操演者の移動に大きな制限が生じ、演技が制約される。このことが原因で広く流布することなく、衰退したとする説が唱えられている。
なぜこの作品で新たに三人遣いが必要とされたのかであるが、通説では、『浄瑠璃譜』『外題年鑑』の両方に記述ある、いわゆる「差し駕籠」の場面で与勘平・野干平の腹が膨れたように見せるためとされている。しかし、与勘平・野干平が駕籠を高く差し上げる表現のため、三人遣いが必要であったとする説もある。

## 浄瑠璃・歌舞伎での演技
本作のテーマである「情」をどう表現すればよいかは、2代目義太夫（竹本播磨少掾）本人の言葉を、弟子である順四軒（じゅんしけん）が書き留めた『音曲口伝書』（明和8年＝1771年・刊）に残されている。それによれば「子わかれの段、めったになき語りにあらず。一雫ずつ、涙を拭いては名残をいう心なり」とある。
さらに同書には、2代目義太夫が、子供ができたばかりの順四軒に子別れの段を語らせたところ、何もいわずにため息をつくばかりだったので、順四軒が問うたところ、「細君から、おまえが高台寺に詣でた際、雨に濡れそぼった孤児を見て涙したと聞いて親子の情を表現できるかと思ったが、『おもしろく聞こえて気の毒』」と語られている（「播師深切（はりまのしょうじょうしんせつ）の事」）。
5代目鶴沢燕三はこのエピソードを引いて、「『この段は滅多やたらと泣いていけず、一言一言を涙を拭いつつ言い、最後に〽思わずわっと泣く』とされています。そしてあくまで音遣いと情合いに徹するものだといわれています（原文ママ）」と語っている。
浄瑠璃の場合は、初演の太夫の「風」（ふう）を尊重する文化があるため、本作においても2代目義太夫の「情」を重視した演出が守られている。しかし、歌舞伎は浄瑠璃ほど初演の脚色に拘泥しないため、それぞれの演者がかなり自由に演じている。
たとえば、同じ名跡を継いだ親子でも、義太夫に対する造詣の深い武智鉄二の薫陶を受けた2代目中村扇雀（4代目坂田藤十郎）は、原作を重視するように演じたのに対して、3代目扇雀は、曲書きの愁嘆場を終え退場した葛の葉が突如再登場し、宙乗りを含むかなり奔放な演技を披露している。

## 歌舞伎
浄瑠璃における本作の初演が1734年10月だが、その翌年の1735年（享保20年）2月12日から、京都中村富十郎座において歌舞伎化されて上演されている。このときの葛の葉役（狐葛の葉と葛の葉姫の二役）は富沢門太郎、保名役は3代目嵐三右衛門。

### 構成
全4段もしくは全5段構成（段区切りを浄瑠璃正本に準拠した場合）。
初演時の台帳は池田文庫（阪急文化財団）に残されており、この台帳では全4段構成となっていて、各段の内容は浄瑠璃の該当する段とおおむね同じ筋書きとなっている。
3段目は欠落しているが、『役者桜木〓』（〓は當＋眞）の劇評で、3段目にしか登場しない将監役の役者が評されていることから、浄瑠璃の3段目に相当するものが存在したことが推定できる。
5段目が3段目同様散逸したのか、あるいは当初より存在しなかったのかであるが、初演時の台帳では4段目の二人奴の段での敵役が石川悪右衛門ではなく「左大将元方」とされ、本来なら5段目の最終盤に当たる道満による元方の助命嘆願の場面が追加されていることから、4段目で完結している＝5段目は存在しなかったと考えられる。
浄瑠璃の5段目に相当する部分のほとんどが省略されてしまったことにより、道満との術比べ（行力争い）、保名の死と蘇生といったしのだづま伝承に必須の構成要素が欠けることとなった。このため、しのだづま伝承の本義である「末の世まで語り継がれる稀代の大陰陽師、安倍晴明の物語」という体裁が崩れ、しのだづま伝承が本来持っていた宗教性が大幅に薄められている。
ただ、宝暦11年（1761年）以降のいくつかの絵尽しで、浄瑠璃5段目で描かれる保名の死と蘇生のシーンが掲載されているものがあり、全5段構成あるいは5段目に相当する部分を追補した公演が存在した可能性は残されている。
時代が下ると筋書きの省略がさらに進み、たとえば文政5年（1822年）の台帳では浄瑠璃5段目だけでなく、すべての発端となった橘元方と小野好古の外戚争い（1段目の前半）、道満側の全ストーリー（2段目の前半と3段目全部）がカットされて、結果として通し狂言ながら、浄瑠璃正本のダイジェストのような構成へと変貌する。この段階に至って内容面では「芦屋道満」とも「大内鑑」ともほぼ無縁の構成となり、外題と内容の乖離が決定的となった。

### 初演時の演出
浄瑠璃と歌舞伎では演技の仕方が違うため、両者の詞章は当然異なるが、それを差し引けば、初演時の本作は浄瑠璃と非常に近いものであった。
初演時の台帳に示される詞章やト書きを読む限り、現代の本作の見せ場であるケレンのほとんどが存在しないように見える。最大の見せ場である「曲書き」（葛の葉の正体がばれて姿を消す場面における演出）も存在せず、浄瑠璃と同様の展開、つまり姿を消した葛の葉を探し回る保名が、障子に書き残された「恋しくば…」の歌を発見することとなる。

### 江戸後期以降の演出
現在、本作は「上方歌舞伎の演目」と一般には認識されている。これは上演場所として関西以西が多いこともあるが、それ以上に演出としてケレンを多用していることがその原因と考えられる。明治以降の東京における大歌舞伎ではケレンが邪道視されたという事情もあり、ケレンに対して寛容な上方歌舞伎中心に、本作が上演されるようになった。
いつからケレンが多用されるようになったかは不明だが、明和9年（1772年）までの評判記には、早替わりを除けば、ケレンに関する言及はない。一方、享和2年（1802年）、3代目瀬川路考が演じた『信田妻名残狐別』では、現在まで残るケレン「口筆」が演じられているので、初演から半世紀ほど経ったあたりからケレンが増えていったことが推測される。

### ケレンの是非
現代の本作はケレンと切っても切れない関係にあるが、これを演じる役者、とくに名優とされた役者の否定的な見解は多い。
古くは、江戸時代の女形の大名跡、芳澤あやめが葛の葉を演じた際、客が期待していた口筆を行わず、鳴物とともにいきなり障子に「恋しくば…」の歌が現れる演出を採用した。これに驚いた劇場側の関係者がぜひとも口筆を演じてくれるよう頼み込むと、あやめは「葛の葉はそのように演じるものではない。どうしても口筆を演じなければならないなら演目を変える」として、翌日から、手を縛られた女性が必死で口に筆をくわえて文字を書くシーンのある演目と差し替えたことが伝えられている。
歌舞伎近代化の立役者で「劇聖」と崇められる9代目市川團十郎は、歌舞伎役者が見世物芸を演じるタイプのケレン（宙乗りや人形振り）を嫌悪していたことが有名で、葛の葉を演じた公演（明治24年3月歌舞伎座）でも、本来なら曲書きを演じる場面で、上の句はふつうに文字を書き、その後火薬を使った特殊効果とともに障子に残りの文字が浮かび上がるような仕掛けを用いたという。

明治時代から第2次世界大戦直後まで活躍した3代目中村梅玉は『梅玉芸談』の中で、多少の自嘲が混じっているとはいえ、舌鋒鋭く次のように本作のケレンを批判している。
ちなみに梅玉の曲書きについては、評論家の三宅周太郎は「鮮か」と評しているので、未熟な芸ゆえの負け惜しみというわけではなさそうである。
さらに3代目中村時蔵は、多くの上方系の役者が演じるのを見てきた経験から、「ケレン味の強い芝居でして、そう芸の必要な役ではありません」と語っている。

以上のように、役者側ではケレンを否定的に扱うことが多いのだが、一方観客側は見せ場として期待していたことがうかがわれる。谷崎潤一郎がまだ子供だった頃、たまたま九代目團十郎の公演を見ていて、その感想を後に随筆『幼少時代』の中で次のように記している。
おそらくこれが観客側の率直な感想で、演者側の意識とのギャップを感じさせる。

### 見せ場
- 曲書き

曲書きは、現代では本作のクライマックスに当たるが、本来は4段目の「口」、つまり導入部であり、「恋しくば…」の歌によって葛の葉狐と保名・童子との再会（草別れの段）を予告するものに過ぎなかった（子別れの段の「別れ」は一時的な離別）。
狐が曲書きする理由は、童子を抱いているため利き手を自由に使えないためとされるが、これがケレンを正当化するための方便であることは、前記の芳澤あやめの芸談からも明らかで、それを承知で見るべきものという劇評もある。
曲書きには多くの型が存在するが、一番有名なのは「口筆」あるいは「口文字」、つまり口にくわえた筆で障子に文字を書くもので、これは「浜村屋の型」と称されたことから、3代目瀬川路考が考案したものと思われる。路考が口筆を演じたと思われる文化元年（1804年）の上方興業における芸風は、別演目ながら「色情を専らとせらるる」と評されたことを勘案すると、口筆についても、文字通り「妖艶」な演技であったことが想像される。
近年は左右の手を使い、下から上への逆書き、裏文字などを取り混ぜ、最後は口筆となるのが一般的である。演者によってさまざまなパターンがあるが、「京屋」こと4代目中村芝雀（3代目中村雀右衛門）には、「五通りまで曲を繰返すのは珍しい」という劇評が残っているため、現在主流となっている「全部盛り」的演技の元祖と考えられる。
その他の曲書きの型としては、次のようなものがあったことが伝えられている。
- 投げ筆…口筆の発展型で、歌を書き上げた後に「恋しくは」の「は」の右上へ、口にくわえた筆を投げつけ濁点を打つもの。細かい動作は、3代目坂東秀調が行った型を弟子の坂東調右衛門がその著書『脇役一代』の中で披露している。
- あぶり出し…口筆の簡易版で、高度な技巧を要する口筆を回避するために生み出された手法。役者は口に筆をくわえるだけで、文字はあぶり出しで浮き出すというもの。そのままでは口筆で書いていないことがばれてしまうため、観客の目を障子から逸らせる工夫を伴う。これは葉村屋（嵐璃寛）の型と伝えられている。

- 差し駕籠

原作者の企図した本来のクライマックスが、4段目の「切」に位置する二人奴の段の終盤、「差し駕籠」の場面である。これは信太の森で石川悪右衛門一味に襲われた葛の葉姫と童子が、与勘平と野干平が担ぐ駕籠に乗って逃げようとするシーンで、諸肌脱いだ二人の奴が勇壮に駕籠を高く差し上げることから「差し駕籠」の名前が付いた。
このシーンがクライマックスであったことは、現代人の目から見ると意外感があるが、これを理解するには、本作における与勘平・野干平が江戸時代の観客からどう見られていたかを知る必要がある。
江戸時代の奴は武家の下級家人であり、その特異な風貌、衣装、言葉遣い等によって、流行の最先端を行く、いわばファッションリーダーであった。江戸時代版「ちょいワル」とでも言うべき彼らを真似る町人（町奴）や芸妓が続出し、歌舞伎界もこの風潮を積極的に取り入れた。本作の与勘平・野干平は、そうした流れの中に位置するもので、荒事の主役と認識され、差し駕籠のシーンの与勘平・野干平には保名・葛の葉を演じた主役級の役者が演じることが慣例となっていた。大スターが最新のファッションに身を包んで決めポーズをとるのが「差し駕籠」だったのである。
差し駕籠は時代とともに変容していき、駕籠に乗るのが葛の葉姫・童子親子から悪右衛門に変わって最終盤へと登場箇所も移動。駕籠の担ぎ手は時代を下るにつれてどんどん増えて、それに合わせて役割番付は「ナントカ勘平」という役名であふれた。こうなると、決めポーズというよりも、祭りの神輿担ぎ的なシーンに変貌する。さらに舞台装置が近代化して、ウインチとワイヤーで駕籠を吊り下げることとなり、初演時とはかなり様変わりしたシーンとなった。奴風俗が世間の憧れの的だった事実すら忘れ去られて久しいこともあり、近年上演される機会はほとんどない。
- 早替わり

早替わりは本作以前からあった演技手法であり、筋書き的にも二人の葛の葉が同時に登場するシーンがあることから、比較的早くに取り入れられた。
記録としては、宝暦4年（1754年）10月の大坂山本座で初代嵐小六が、宝暦9年（1759年）9月の江戸市村座で初代中村富十郎が演じたことが、評判記に残っている。
早替わりをどのように実現するかについては、大正5年（1916年）9月東京新富座で4代目中村芝雀（3代目雀右衛門）が演じたものが、舞台裏の様子を含めてイラスト入りで紹介されている。
なお、機屋での早替わりは必ず演じられるものではなく、明治27年（1894年）12月の京都顔見世公演において、初代鴈治郎が葛の葉狐、3代目梅玉が葛の葉姫を別々に演じたことを梅玉自身が語っている。
- その他のケレン

ケレンは役者や公演会場の都合で変わるものであり、以下のケレンが常に行われるものではない。
- 枝折戸を通力により手を触れずに開け閉めする。場面は、狐である正体を明かす「千年近き狐ぞや」のセリフを発するときや、退場時などさまざま
- 葛の葉（狐）退場時に、次のような仕掛けを用いる

- 田楽返し）により、一瞬にして外へ出たように見せる
- 杓文字を用いて、足を動かさず、すべるように堤に消える
- 舞台装置の柴垣の上を歩いて舞台から退出する（歩くのは観客には見えないように貼られた板の上）

- 葛の葉（狐）退場後、荏柄段八（木綿買い、悪右衛門の手下）らとの立ち回りにおいて

- 童子が通力を振るい、段八達を翻弄する
- 葛の葉（狐）が再登場し、早替わりと宙乗りを行う

## 派生作
（「文芸」における本作の派生作・2次創作は、明治以降現在まで把握困難なほどの数が存在するため、ここでは「演芸」のみを扱う）
本作以前、しのだづまものの浄瑠璃・歌舞伎の演目は多数存在し、頻繁に上演されていたが、本作が登場するとそれらは影を潜め、もっぱら本作が上演されることとなる。その意味で、本作はしのだづまものの決定版ということができる。また、人気作であったにもかかわらず、「書替狂言」のような大規模な改作はそれほど多くないことが、本作の完成度の高さを物語っている。とはいえ、少数ながら本作の派生作は存在する。
- 嫁入信田妻（よめいりしのだづま。嫁入信田褄。歌舞伎・浄瑠璃）

寛政5年（1793年）大坂北新地初演の『嫁入信田妻』は、数少ない『芦屋道満大内鑑』の改作のひとつである。上演回数はかなり多く、明治に入っても頻繁にかけられた演目である（記録上は大歌舞伎における最終上演が明治34年＝1901年）。上演台本は明治期の写本が日本大学に所蔵されていることが確認されているが、一般に公開されておらず、印影や翻刻も未刊行であることから、内容の詳細については不明。内容について簡単に触れている『系統別歌舞伎戯曲解題』によれば、大体は「大内鑑」なのだが、保名と葛の葉が船での馴れ染め（原文ママ）に狐を助ける。保名の許へ葛の葉姫を伴うのが与勘平である。左近太郎の妻お町が女非人になっていたが、照綱は妻を殺して、六の君の身替りに父権之守照久へ差出すなど、「大内鑑」にない筋も加わっている。
とされており、『芦屋道満大内鑑』の改作であることが明白である。
- 信田妻名残狐別（しのだづまなごりのこわかれ。歌舞伎）

享和2年（1802年）、3代目瀬川路考（菊之丞）が「口筆」を演じた伝説的な公演。外題の「名残」は路考が金比羅参詣に出かける前の最終公演を意味する。外題が独自なので改作とも考えられるが、この公演の番付を見る限り、『芦屋道満大内鑑』の2段目（信田社の段）と4段目（子別れの段）の上演であった可能性の方が大きい。
- 信田妻粧鏡（しのだづまけはいのすがたみ。しのだづまけはひのすがたみ。浄瑠璃）

文化5年（1808年）9月、大坂で上演された本作の改作である。正本が残っていないので内容の詳細は不明だが、段名に「入唐のだん」、人形役割に「きび大臣」の記述があることから、『簠簋抄』『安倍晴明物語』といったしのだづま伝承の原典にあった吉備真備伝説が冒頭で語られたことが推定できる。これだけでは単なるしのだづまものの可能性も残るが、人形役割に『芦屋道満大内鑑』固有の登場人物が多数見られるので、改作であることがわかる。
- 左近太郎雪辻能（さこんたろうゆきつじのう。歌舞伎）

慶応元年（1865年）10月、江戸市村座初演の書替狂言。2幕3場構成。作者は河竹黙阿弥。単独の演目ではなく、『芦屋道満大内鑑』の増補の体裁をとり、演目としての外題も『芦屋道満大内鑑』とされた。番付を見る限り、上演では保名内の場の前に挿入される形をとったものと推定される。内容は原作と整合性がなく、現代風にいうならパラレルワールドものとなっている。プロットを一言で表すなら「芦屋道満のいない『芦屋道満大内鑑』」。六の君の誘拐・殺害への加担を道満が当初から拒絶した世界の話であり、原作の道満サイドのパート（2段目の前半とそこからつながる3段目全部）を置換する形をとる。左近太郎は誘拐された六の君を奪還し、花町の実家に匿うが、取り戻そうとした岩倉治郎太夫は花町の父である鼓師畑作を拉致し、無事返して欲しければ六の君の首級を差し出すよう要求する。この苦境を脱するために、当作品オリジナルキャラクターである楓（花町の妹）・柏木衛門之助（左近太郎の弟）の恋人同士が自らを犠牲とする。道満抜きの話であるため、原作由来の人物（多くが原作における脇役陣）の設定が原作とは大きく異なる。
- 信田褄妙術一巻（しのだづまみょうじゅついっかん。歌舞伎）

明治10年（1877年）10月に京都の東向演劇で上演された『信田褄妙術一巻』の配役には、『芦屋道満大内鑑』の1段目にしか登場しない榊御前・加茂後室・乾平馬、3段目にしか登場しない芦屋将監・妻花町・妻筑羽根の名前が見える。これらの登場人物すべてが4部構成中の前演劇に登場しているので、『芦屋道満大内鑑』の改作、あるいは名場面ダイジェストと思われる。ただし公演はこの1回だけで、内容については伝わっておらず、推測の域を出ない。なお、この『信田褄妙術一巻』をもって芦屋将監・花町・筑羽根が配役された記録は途絶えており、『芦屋道満大内鑑』の3段目に相当する場面の歌舞伎における上演はなくなった。
- 保名（清元）

現在でも上演される派生作としては、『芦屋道満大内鑑』の2段目中の所作事である「小袖物狂い」を元にした清元節の『保名』がある。四季七変化『深山桜及兼樹振』（みやまのはなとどかぬえだぶり）の春の部のひとつで、作詞は篠田金治（2代目並木五瓶）、作曲は清沢万吉（初代清元斎兵衛）、振付は藤間新三郎・藤間大助（初代藤間勘十郎）。初演は文化15年（1818年）、江戸都座。演じたのは3代目尾上菊五郎。清元の名曲として伝わっていたが、振り付けは幕末で一度途絶える。これを明治に入って9代目市川團十郎が復活させた。さらに大正11年（1922年）6代目尾上菊五郎が新たな解釈のもと、斬新な演出および舞台装置（担当：田中良）でリニューアルを図り、現在はこの6代目菊五郎の型が主流である。
- 葛の葉障子の曲（曲芸）

本作を元にした各種演芸、たとえば漫才、浪曲、浪花節といったものが多数制作されたが、それらが現在まで残ることはなかった。その中で唯一の例外ともいえるのが『葛の葉障子の曲』である。これは天保2年（1831年）に江戸両国で、鉄割熊蔵（後に弥吉と改名）率いる一座が披露した見世物小屋の曲芸で、大ヒットした。『芦屋道満大内鑑』4段目での葛の葉の曲書きの場面をモチーフにした「足芸」であり、明治以降も演目としての命脈を保ち、現在でも木下大サーカスの伝統芸として上演されている。